# Mariette Hansson
Mariette Petra Carola Hansson más conocida como Mariette o anteriormente como MaryJet (n. Harplinge, Halmstad, Suecia, 23 de enero de 1983) es una cantante, guitarrista, intérprete y compositora sueca.

## Biografía
Nació y se crio en una localidad del municipio sueco de Halmstad. A día de hoy vive en Estocolmo con su pareja.
Desde muy niña siempre ha tenido una gran pasión por el mundo de la música.
Cuando tenía 11 años de edad ya logró su primera guitarra y empezó a asistir a la institución educativa Arbetarnas bildningsförbund y al mismo tiempo a una escuela local de música.
Cuando cursaba el séptimo grado, con un amigo formó un dúo y ambos empezaron a dar actuaciones en la sala de baile Västerhagen, situada en Haverdal.
Luego al dúo se unieron dos chicos más y juntos pasaron a ser una cover band.
A continuación, pasó a estudiar música en la escuela superior Sturegymnasiet de Halmstad.
En 1999 cuando ella tenía 16 años, participó en el concurso televisivo de imitaciones musicales Sikta mot stjärnorna, emitido por la cadena TV4. En este concurso imitó a la cantante canadiense Amanda Marshall con su canción "Let It Rain" y si hubiese ganado habría tenido la oportunidad de representar a Suecia en el festival de imitaciones a nivel europeo, European Soundmix Show.
En marzo de 2000 junto a tres amigas, formó la banda Ethan Xiphias. Durante dos veranos consecutivos estuvieron actuando como residentes en un pub local de Halmstad y además han dado numerosas actuaciones por todo el país, por Austria y Francia. A día de hoy la banda sigue en activo, pero Mariette ya no pertenece a ella porque quería trabajar en nuevos proyectos.
Luego en 2005 se unió a la banda de rock progresivo Isildurs Bane, como vocalista y guitarra.
Tiempo más tarde continuó con su carrera en solitario con el nombre artístico de MaryJet y en el mes de noviembre de 2008 lanzó su primer álbum debut titulado "In This Skin", bajo Solid Union que es la propia discográfica que ella misma ha creado.
En 2009 participó en la sexta edición de la versión sueca del reality show Idol.
Fue elegida en las audiciones de prueba y tras pasar por las diferentes fases del concurso, llegó a la gran final en vivo, que tuvo lugar el 27 de noviembre de ese año en el Malmö Arena ante 12.000 personas y donde terminó en cuarto lugar. También grabó junto a sus compañeros el disco "Det bästa från Idol".
Tras su paso por el programa, ya se hizo bastante conocida y ganó mucha popularidad por todo el país.
Durante estos años ha seguido sacando numerosas canciones que han obtenido una gran aceptación en el panorama musical sueco y han logrado tener muchas descargas en plataformas en línea como iTunes o Spotify.
Cabe destacar que en 2013 acompañó con su guitarra al popular cantante Magnus Uggla, durante su espectáculo "Magnus Den Store" que tuvo lugar en el famoso local Hamburger Börs de Estocolmo y en 2014 realizó una gira junto a la también popular cantante Ace Wilder.
El 24 de noviembre de 2014 fue anunciada como una de las personas candidatas en la selección nacional Melodifestivalen 2015, con la canción "Don't Stop Believing" que fue escrita por Miss Li y Sonny Gustafsson.
Participó en la segunda ronda en Malmö el 14 de febrero y logró pasar a la gran final del Friends Arena de Solna el 14 de marzo, donde quedó en tercer lugar por detrás de Jon Henrik Fjällgren y el ganador Måns Zelmerlöw.
A partir de ahora desde el 2015, usa el nombre artístico de Mariette.
También desde el 25 de junio de ese año, lanzó su segundo álbum propio "My Revolution".
El 30 de noviembre de 2016 volvió a ser anunciada como candidata en el Melodifestivalen 2017, con la canción "A Million Years" que ha sido escrita por ella misma, por Thomas G:son, Dotter, Peter Boström y Jenny Hansson.
Ha sido escogida como finalista en la segunda ronda de Malmö el 11 de febrero y actualmente está a la espera de que llegue la gran final, donde se elegirá a la persona que se encargará de representar a Suecia en el Festival de la Canción de Eurovisión 2017 que se celebrará en la ciudad de Kiev, Ucrania.